# 세르게이 키리옌코

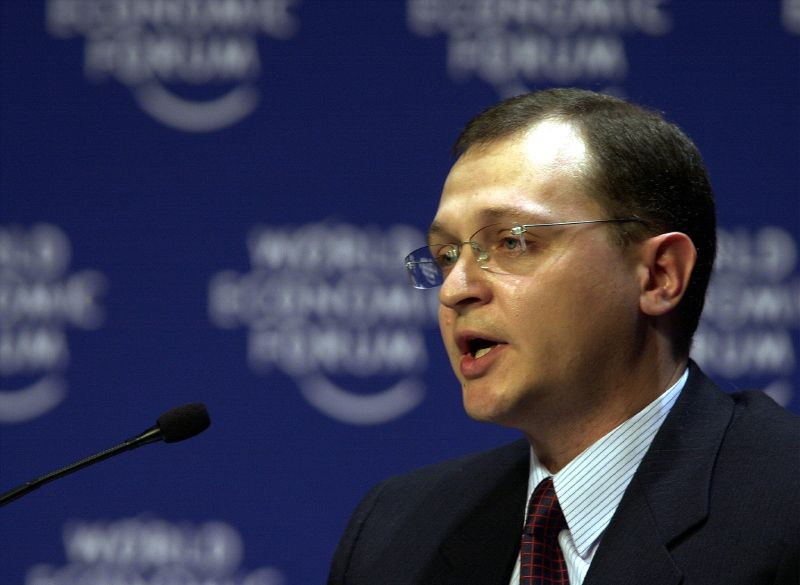
세르게이 키리옌코

세르게이 블라딜레노비치 키리옌코(러시아어: Серге́й Владиле́нович Кирие́нко, 1962년 7월 26일~)는 러시아의 정치인이다. 그는 보리스 옐친하에서 1998년 3월 23일부터 8월 23일까지 러시아의 총리로 재임하였었다. 현재, 그는 핵 에너지 국영 기업인 로사톰의 사장이다.

## 젊은 시절
세르게이 키리옌코의 할아버지, 야코프 이스라이텔은 헌신적인 공산주의자로 명성이 있었으며 레닌은 그에게 당을 위하여 일한 공로로 이름이 새겨진 권총을 수여했다.
세르게이 키리옌코는 1962년에 그루지야 소비에트 사회주의 공화국 내에 위치하였던 압하지아 소비에트 사회주의 자치 공화국의 수도인 수후미에서 태어났으며, 러시아 남쪽의 소치에서 성장했다. 고등학교를 졸업한 후에, 키리옌코는 그의 아버지가 교수로 있던, 니즈니노브고로드 (옛 고리키) 수상교통 기술대학의 조선 (造船) 학부에 등록했다. 이 시기에, 그는 유대인 아버지의 성을 버리고, 우크라이나인 어머니의 성, 키리옌코를 채택했다.

## 역대 선거 결과
| 선거명      | 직책명        | 대수 | 정당      | 득표율 | 득표수    | 결과 | 당락 |
| ----------- | ------------- | ---- | --------- | ------ | --------- | ---- | ---- |
| 1999년 선거 | 모스크바 시장 | 2대  | 우파 연합 | 11.25% | 510,958표 | 2위  | 낙선 |